# Comerica Park
Il Comerica Park è uno stadio di baseball situato a Detroit in Michigan. Ospita le partite casalinghe dei Detroit Tigers della Major League Baseball.

## Storia
Lo stadio fu inaugurato l'11 aprile 2000 con una partita dei Tigers contro i Seattle Mariners.
Il Comerica Park ha ospitato l'MLB All-Star Game del 2005.
Nel 1998 Comerica Bank acquistò i diritti di denominazione per 66 milioni di dollari per un periodo di 30 anni.